# 布魯克斯維爾 (喬治亞州)
布魯克斯維爾（英語：Brooksville）是位於美國喬治亞州蘭道夫縣的一個非建制地區。該地的面積和人口皆未知。

## 地理
布魯克斯維爾的座標為31°52′25″N 84°39′24″W / 31.87361°N 84.65667°W，而該地的平均海拔高度為152米（即499英尺）。